# Terry Riley
Terry Riley (* 24. června 1935) je americký hudebník a hudební skladatel, jeden z průkopníků americké minimalistické hudby. Mezi jeho nejznámější práce patří skladby In C (1964) a A Rainbow in Curved Air (1967). V roce 1971 vydal album Church of Anthrax s velšským hudebníkem a hudebním skladatelem Johnem Calem. V pozdějších letech se věnoval také pedagogické činnosti na různých univerzitách. V roce 2012 vydal u vydavatelství Tzadik Records album Aleph. Několik jeho skladeb hrál například kvartet Kronos Quartet. Jeho syn Gyan Riley je kytarista. Název písně „Baba O'Riley“ rockové skupiny The Who pochází od Rileyho a Mehera Baba.

## Život
Terry Riley se narodil 24. června 1935 v Colfaxu v Kalifornii. Jeho otec byl irského původu, zatímco matka měla italské předky (oba jeho rodiče se však narodili v USA). Když bylo Rileymu kolem pěti let, rodina se usadila v nedalekém městě Redding. Jeho otec během druhé světové války sloužil u námořní pěchoty a Riley tak vyrůstal u prarodičů z matčiny strany. Od pěti let hrál na housle a zanedlouho začal dostávat lekce hry na klavír. V letech 1955 až 1957 studoval na Sanfranciské státní univerzitě. Z posledních měsíců jeho studia pochází jeho nejstarší známá (byť nedochovaná) skladba, Trio pro housle, klarinet a klavír. V lednu 1958 se Riley oženil s Ann Smith a v září toho roku se jim narodila dcera Coleen; později měli ještě dva syny – Shahna (* 1973) a Gyana (* 1977). Koncem padesátých let působil Riley v improvizačním triu s Lorenem Rushem a Pauline Oliveros.
V roce 1959 začal Riley studovat hudbu na Kalifornské univerzitě v Berkeley, kde se seznámil se skladatelem La Monte Youngem, který docházel do stejného ročníku. Young následujícího roku odešel do New Yorku, zatímco Riley zůstal v Kalifornii a pokračoval ve studiu. Zároveň již v té době začal experimentovat s pásky. V únoru 1962 odešel Riley s rodinou do Evropy – žili v Paříži a španělském Algecirasu; zároveň však cestovali, několikrát například navštívili Maroko a byli též v Leningradu, kde Riley pracoval s místním jazzovým kvartetem. V první polovině roku 1963 složil skladbu She Moves She, v níž jsou z pásky slyšet slova she moves she, která doprovází živé perkusní zvuky. V roce 1964 se Rileyovi vrátili do San Francisca. Téhož roku složil svou nejvýznamnější skladbu In C, která je napsána pro „jakýkoliv počet jakéhokoliv druhu hudebních nástrojů“.
V roce 1965 se Rileyovi rozhodli vrátit se do Maroka. Riley měl zprávy o tom, že z mexického města Vera Cruz má vyplouvat levná loď do Tangeru. Vydali se tedy na cestu, která však byla neúspěšná – žádná levná loď do Evropy neplula (Rileyovi plánovali převézt si tam svůj obytný vůz a následně v něm žít). Nakonec v Mexiku několik měsíců zůstali a následně odjeli do New Yorku. Zde se Rileyovi usadili na čtyři roky. V roce 1966 nahradil Johna Calea, který nedlouho předtím založil experimentální rockovou skupinu The Velvet Underground, v souboru Theatre of Eternal Music vedeném La Monte Youngem. Riley ve skupině zpíval neměnné tóny (drone). Nadále se však věnoval také vlastní skladatelské činnosti, v té době stále experimentoval s pásky a roku 1967 nahrál album A Rainbow in Curved Air. Později též nahrál album s Johnem Calem nazvané Church of Anthrax. Dvojice spolu v devadesátých letech pracovala na dalším albu, které však nebylo nikdy dokončeno.
V roce 1970 přijel do New Yorku indický hudebník Pandit Pran Nath, který zde žil u La Monte Younga. Riley v té době žil opět v Kalifornii, kam se za ním vydal také Pran Nath. Young a jeho manželka Marian Zazeelaová již v té době byli Nathovými studenty a Riley se jím rovněž stal. Později strávil přibližně půl roku v kolonii v Novém Dillí. Po dobu dvou let studoval hru na tabla a později, stejně jako Young, se začal učit zpěvu v indickém stylu kirana gharana. V roce 1971 začal Riley vyučovat na Mills College, kde inicioval program pro indickou klasickou hudbu, do něhož později přispíval také Pran Nath. Riley na Mills působil přibližně deset let. Nathovým studentem zůstal až do jeho smrti v roce 1996. Kromě zpívání rág a studia indické hudby se Riley nadále věnoval vlastní tvorbě, významné je například jeho album elektronické hudby Shri Camel z roku 1980. Po dobu přibližně deseti let po zahájení studia indické hudby však Riley své skladby nezapisoval do notového zápisu.
V Česku Riley vystupoval pouze jednou, a to v říjnu 2018 na festivalu Struny podzimu. Účastnil se zde představení jeho In C v podání souboru Ars Nova Copenhagen (pouze jako divák) a o den později vystoupil v duu se svým synem Gyanem.